# 謝奉
謝奉（?—?），字弘道，會稽山陰人。
祖謝端，官散騎常侍。父謝鳳，官丞相主簿。謝奉於晉時歷任安南將軍、廣州刺史、吴郡丹阳尹、吏部尚書。有一弟謝躬。